# Мохамед ибн Джарир ал-Табари
Мохамед ибн Джарир ал-Табари (838–923) е един от най-ранните и най-известни персийски и мюсюлмански историци и тълкуватели на Корана.
Измежду неговите произведения най-известни са:
- „Тарих ал-Табари“ (История на Табари) и
- „Тафсир ал-Табари“.